# 銀票

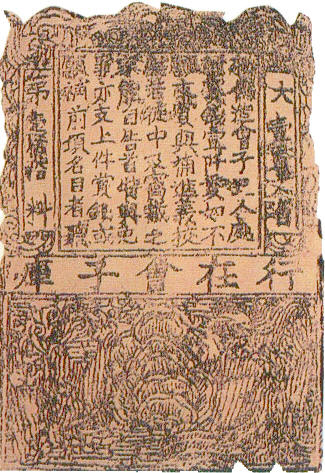
南宋银票会子

元朝寶鈔

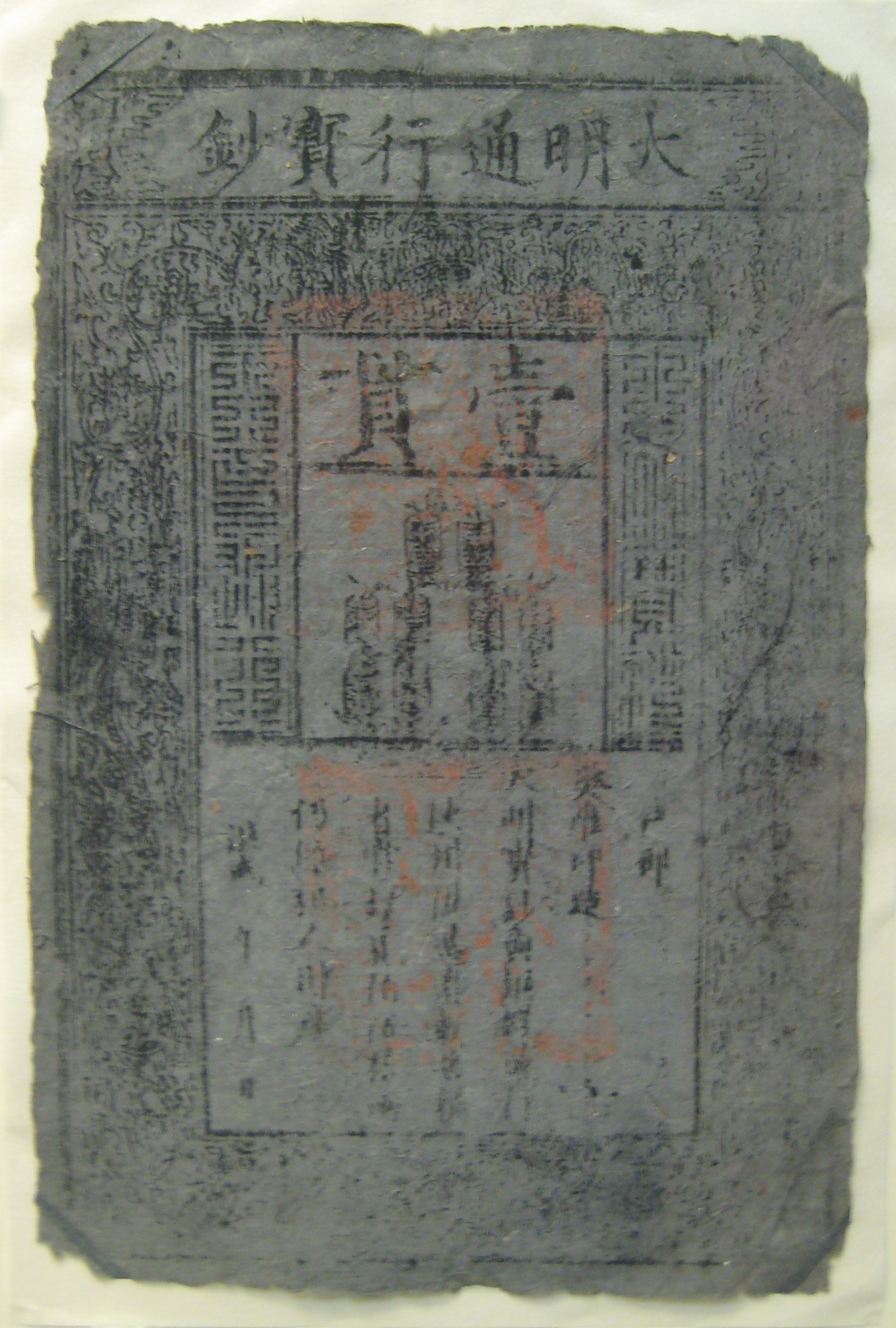
明朝大明宝钞

銀票是中国古代票號所發行的鈔票，票面為銀兩的稱為「銀票」，為铜钱的稱為「寶鈔」或「錢鈔」。最早銀票作為紙鈔出现于南宋，称作銀會子，面額分一錢與半錢兩種，作為票據則出現在北宋。錢鈔與銀票合稱為鈔票，清代銀票雖作為紙幣流通但在形式上為一種票據。

## 历史

### 起源
银票最早于北宋初年出现于四川成都，由商人自由发行，最初是为携带巨款的商人提供保管业务的银票铺户发行的，商人将钱财存放于银票铺户处，铺户将写有存放数额写在用楮纸制作的卷面上，交给存款人，存款人取钱时给付3%的利息，这就是最初的银票，但此时银票还未作为一种货币使用，而是作为一种存取凭据。之后，很多商人成立银票铺，并在各地设分铺，由于银票存取方便，商人便使用银票进行大额交易，银票开始初步具备货币性质。

### 发展
宋景德年间（1004年-1007年），由于银票铺市场不规范，致使部分，益州知州张泳进行银票铺户整顿。银票铺户专由十六家富商经营，银票发行取得宋朝官方认可。
天圣元年（1023年），宋朝政府设益州银票务，并设监官1至2人主持。
大观元年（1107年），宋朝政府将“银票”改为“钱引”，钱引以缗为单位，制作精良，但钱引不许兑换，而且随意增发，造成其价值大跌，至宋嘉定时期，一缗值现钱一百文。
元朝银票制度进一步完善，马可波罗于《马可波罗游记》中介绍了中国银票印制工艺和发行流通的情况。
明朝于洪武八年(1375年)由于缺铜制造银票，使用桑皮纸印刷，称大明宝钞，然而由于银票只发行不回收，所以造成明朝银票流通过多，通货膨胀。正德年间实际上已不再流通。
清朝最初不发行银票，后因国家经济困难，于咸丰三年(1853年)发行户部银票，以银两为单位，上书满文、汉文两种文字，后又发行大清宝钞，同时，民间也发行银票，称“私钞”，质量较差，且有滥发现象。

### 废止
清官方发行的银票由于面额复杂，很快就贬值，清政府于同治后，官方停止發行银票，之后的中华民国不再发行银票。

## 历史意义
银票是世界上第一种纸币，是货币史的一大进步，他的出现，使货币变得更容易携带，同时弥补现金的不足。银票的印刷在很大程度上反映了当时中国的印刷水平，在对中国印刷史、版画史的研究中也有一定意义。

## 请参阅
- 中国古代货币
- 大清宝钞
- 交子
- 会子
- 金融券